# Bredene-Duinen

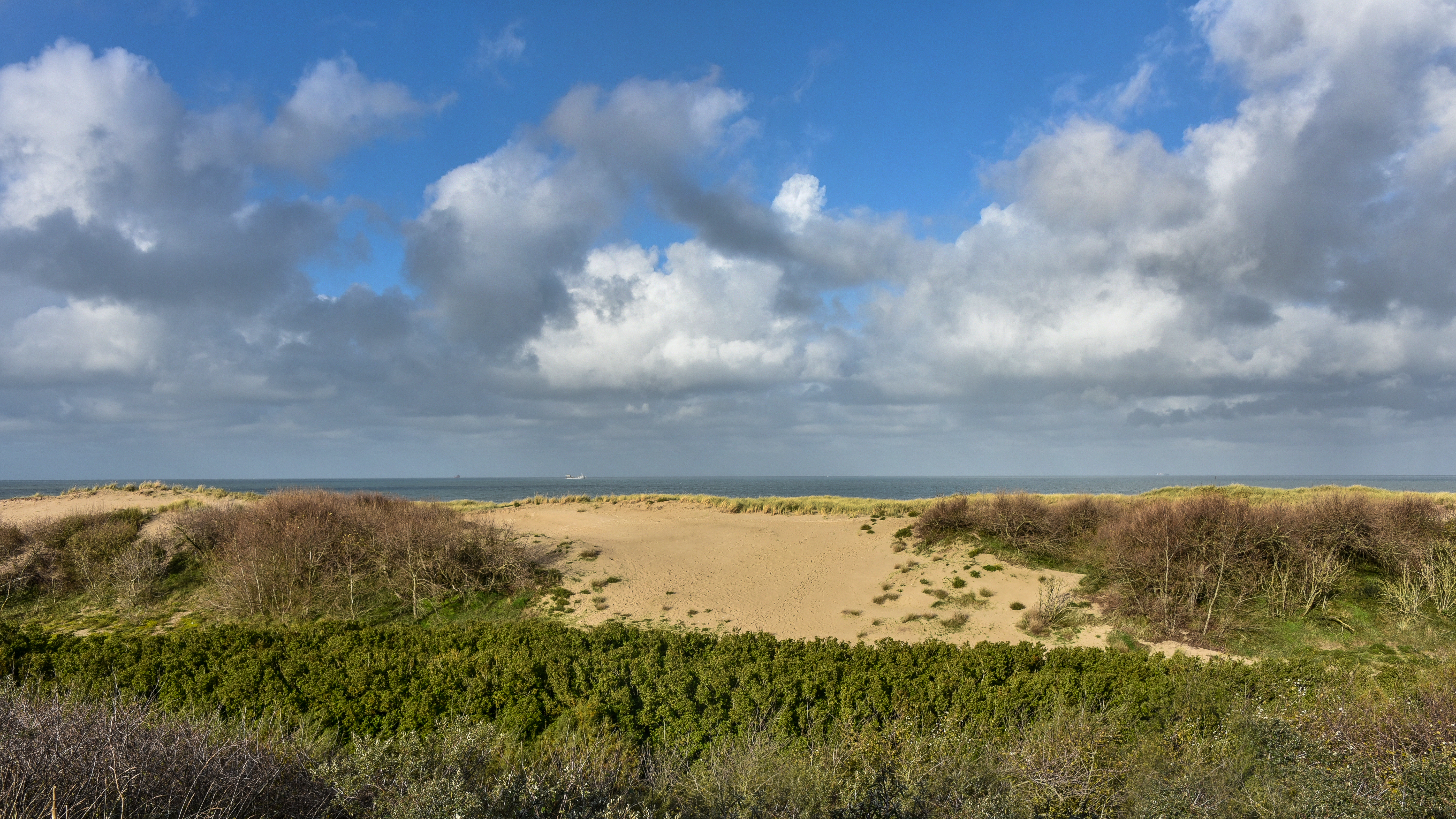
Bredene-Duinen

Bredene-Duinen, ook Bredene-Bad of Bredene-aan-Zee genoemd is de toeristische kern van de Belgische gemeente Bredene. Ze is uniek aan de Belgische kust omwille van haar ononderbroken duinenrij en het afgebakend naaktstrand. Er is geen zeedijk en hoogbouw aan dit noordelijk gedeelte van de gemeente dat intussen is vergroeid met Bredene-Dorp en Sas-Slijkens.

## Historiek
Bij het begin van onze jaartelling liep er een getijdengeul in de wadden aan de oostzijde van Bredene, die tot in Oudenburg reikte. De naam van de gemeente is afgeleid van Brede + ee of aa (oude woorden voor water) en betekent breed water. Andere kleinere kreken sloten aan op deze getijdengeul. Sporen uit de Gallo-romeinse tijd werden onder meer teruggevonden in de 19e eeuw bij de Sluisvlietlaan. Transgressies vanaf 270 n.Chr. verjoegen de bevolking.
Tot een eind in de 18e eeuw hadden slechts twee Vlaamse kuststeden, Oostende en Nieuwpoort, verbinding met de zee omwille van visserij en overzeese handel. Oostende kreeg in 1781 het statuut van vrijhaven en er was een omvangrijke Britse kolonie aanwezig. In Engeland kende men de heilzame werking van baden in zee en die traditie wilden de Britten op het continent voortzetten. De Brit William Hesketh vroeg in 1784 toelating aan de stad om verfrissingen op het strand te mogen verkopen aan zijn landgenoten. Dit was het ontluiken van badleven aan de Vlaamse kust. Ook na de Franse tijd ontwikkelde zich het zeekuren verder, mee door de aanleg van de spoorlijn naar Oostende in 1838 en later de Oostende-Doverlijn. Bredene zou nog tot na 1850 moeten wachten vooraleer het toerisme zich daar ontwikkelde.

### Bredene in de 19e eeuw
Bredene was tot ongeveer de helft van de 19e eeuw aangewezen op landbouw en visserij. Bredene-Dorp lag op ongeveer anderhalve kilometer van de duinen. De strook land die paalde aan de duinen was voor het overgrote deel ongeschikt voor landbouw en bleef tot het laatste kwart van de 19e eeuw onbebouwd op uitzondering van misschien enkele vissershuizen langs zanderige paden die niet gedocumenteerd zijn. Ook het verderopgelegen De Haan was toen nog een gehucht van Klemskerke, met een windmolen en enkele huisjes.
Het is met de aanleg van de buurtspoorwegenlijn tussen Oostende en Blankenberge in 1886 dat deze gemeente gemakkelijker bereikbaar werd. Deze lijn met stoomtrams liep van Oostende via Sas-Slijkens en de Nukkerbrug naar Bredene-Dorp en verder naar Klemskerke en Vlissegem. Vanaf Bredene-Dorp was het een half uur stappen naar het strand aan Bredene-Duinen via de onverharde Duinenstraat. Oorspronkelijk was het opzet van de lijn om goederen te vervoeren tussen de stations.
De opening van de nieuwe kusttramlijn Oostende-Blankenberge in 1905 ontsloot definitief Bredene-Duinen. Ze liep van de Voorhavenbrug tot aan de Groenendijk en het tracé liep dan achter de duinen tot aan de Duinenstraat. De oudere lijn via Bredene-Dorp werd in 1955 opgeheven.

### Voor de Eerste Wereldoorlog
Ook toen al promootte men goedkope bouwgronden in Bredene. In die periode verrezen een klein aantal villa's zoals Les Alouettes, de nog bestaande villa Duinrust uit 1908 en Onze Rust. Aan de Duinenstraat bouwde aannemer Gustave Versluys een kleine supermarkt, de Épicerie de l'Ancre. De Koninklijk Baan, opengesteld in 1905 en ontdubbeld in 1968, ontsloot Bredene-Duinen en het achterland verder. 
Toch liep de verkoop van villapercelen traag, ook na de Eerste Wereldoorlog. Meer dan de helft in de jaren 30 van de twintigste eeuw waren nog onbebouwd. Architectuur van de gebouwde villa's onderging sterk de invloed van de Engelse cottagestijl. 

#### Toerisme in Bredene tijdens de eeuwwisseling
De Meiboom en L'Espérance waren de eerste hotels die aan de huidige Meeuwenlaan werden gebouwd. Later volgde onder meer Hôtel d'Anvers (1910-11) en Glibert. L'Espérance werd enkele keren verbouwd en moest na de Tweede Wereldoorlog plaats maken voor het huidige feestplein. 
In de 19e eeuw was kuren aan zee weggelegd voor een selecte groep elitaire burgers. Verpaupering en sociale mistoestanden zorgden voor fysieke achteruitgang van de plattelandskinderen. Om hier iets aan te doen richtten caritatieve instellingen uit de grootsteden sanatoria op. Bredene en Oostduinkerke trokken het grootste aantal gezondheidsinstellingen aan. 
De Gentse filantropische instelling Werk der Gezonde Lucht stichtte in 1902 het Sanatorium van Breedene, gelegen in de duinen, op een domein van 7 500 m². De stad Gent bracht er een bestendige schoolkolonie in onder en de slaapzalen en sanitaire ruimtes werden uitgebreid met twee klaslokalen en een turnzaal. Het complex werd verder uitgebouwd en veranderde in de jaren dertig van de twintigste eeuw van naam en werd Séjour Astrid of Astrid Verblijf na het bezoek van koningin Astrid. Tijdens de Tweede Wereldoorlog liep het gebouw, zoals vele andere in Bredene toen de Duitsers hun kustgeschut opbliezen, veel schade op en werd in de jaren 80 afgebroken.  

### Eerste Wereldoorlog en het interbellum
Tijdens de Eerste Wereldoorlog bouwde het Duitse leger een aantal geschutstellingen in Bredene-Duinen. De belangrijkste van het hele kustverdedigingssysteem was batterij Deutschland waarvan de bouw in 1916 werd gestart. 700 arbeiders werden ingezet om de batterij te voorzien van vier stukken scheepsgeschut van 38 cm. Tussen de huidige Pauwhoflaan en de Driftweg stelde men luchtafweerbatterijen op. 

### Hotels en sanatoria
Tijdens het interbellum verrezen er nog een aantal hotels, onder meer Helvetia, Cosmopolite (1929), Belle Vue en L'Aurore. De helende werking van zeelucht op tuberculose zorgde ervoor dat in Bredene-Duinen een aantal sanatoriums en preventoriums werden gebouwd. Dat remde de toeristische ontwikkeling van Bredene-Duinen af. 
Het hotel Glibert werd in 1920 opgekocht en eveneens omgebouwd tot sanatorium. Dokter Boris Blankoff had er de medische leiding. Dat verdween eveneens na de oorlog, ook ten gevolge van plunderingen. 
Een prominente plaats onder de sanatoria had Le Home des Enfants du Hainaut of Home Elisabeth. Dat kwam er nadat de Staat een terrein had aangekocht voor een periode van 99 jaar, met start vanaf 1 januari 1925. Het is begrensd door de Kapelstraat, Klemskerkestraat en Koninklijke Baan. Hier werden kinderen uit de provincie Henegouwen onderbracht en ook oorlogswezen uit die provincie. Koningin Elisabeth legde de eerste steen in augustus 1926. De instelling bestaat nog anno 2023 en heet Horizon. 
In de jaren twintig laat Les Carbonniers Bruxellois een groot complex optrekken: Home de Breedene. De gebouwen waren later gekend als Parasol en zijn intussen verdwenen. Op die plek verrees het Meeting- en Eventcentrum Staf Versluys. Er ontstonden eveneens kinderpensions via privé-initiatieven zoals Les Lutins in de Duinenstraat. Een vroeg voorbeeld van sociale vakantietehuizen door de bouw aan de Golfstraat van een vakantieverblijf voor de leden van de Christelijke Werkliedenbond Sint-Andries uit Antwerpen.
De meest oostelijke kant van Bredene-Duinen, rond de visserskapel, ontwikkelde zich na 1918. Voor de oorlog was de bewoning nog sporadisch. In 1920 stichtte men de maatschappij Belgian Littoral Cie. S.A. die zich bezig hield met onder meer zandwinning en verkaveling (Maria Duyne Bungalow City). De maatschappij zorgde ook voor de bouw van de hippodroom van Bredene. Villa Vaxelaire, gebouwd in 1922-23 door de winkelketen Au Bon-Marché, was prominent aanwezig in de wijk.

## Latere ontwikkelingen
Toch verschenen er in het interbellum hoe langer hoe meer tentjes al werd vanaf 1932 het kamperen in de duinen verboden. Landbouwers stelden hun weiden ter beschikking. Bredene-Duinen is tot in de 21e eeuw bekend om zijn talrijke kampeerterreinen en groeide uit tot het kampeercentrum van de Belgische kust. In 1958 al telde de gemeente 11,8 ha kampeerterrein tegenover 32,5 ha voor de ganse kust. 121.571 overnachtingen boekte men in 1949 en in 1957 al 388.204 waarvan 192.000 op kampeerterreinen. In de beginperiode waren het vooral toeristen uit Waalse industriegebieden die per trein toekwamen. De verstandhouding tussen de lokale mensen en de toeristen verliep opvallend vlot ondanks de taalproblemen.
Door de bevolkingstoename trok men tijdens het interbellum een voorlopige kerk op en in 1936 werd Bredene-Duinen een onafhankelijke parochie. De bouw van de Sint-Theresiakerk op dezelfde plek begon in 1939 maar de kerk werd pas in 1947 ingewijd.

## Bezienswaardigheden
- de Sint-Theresiakerk
- Meeting- en Eventcentrum Staf Versluys, vernoemd naar de zeiler Staf Versluys
- Turkeyenhof: museumhoeve en thuishaven van de heemkundige kring Ter Cuere
- Ryckewaertshof/Anto Diez: museum en voormalige hoeve uit de 13e of 14e eeuw, gebouwd door benedictijnen van de abdij van Saint-Riquier, waarin de herinnering aan de schilder Arno Diez wordt levendig gehouden
- Jakobinessenhof: vervallen hoeve die toebehoorde aan de Jakobinessen, een orde uit Brugge
- de Visserskapel aan de Kapelstraat
- de restanten van de hippodroom of paardenrenbaan aan de Koerslaan/Batterijstraat
- wachthuisje in art deco voor de kusttram

## Galerij

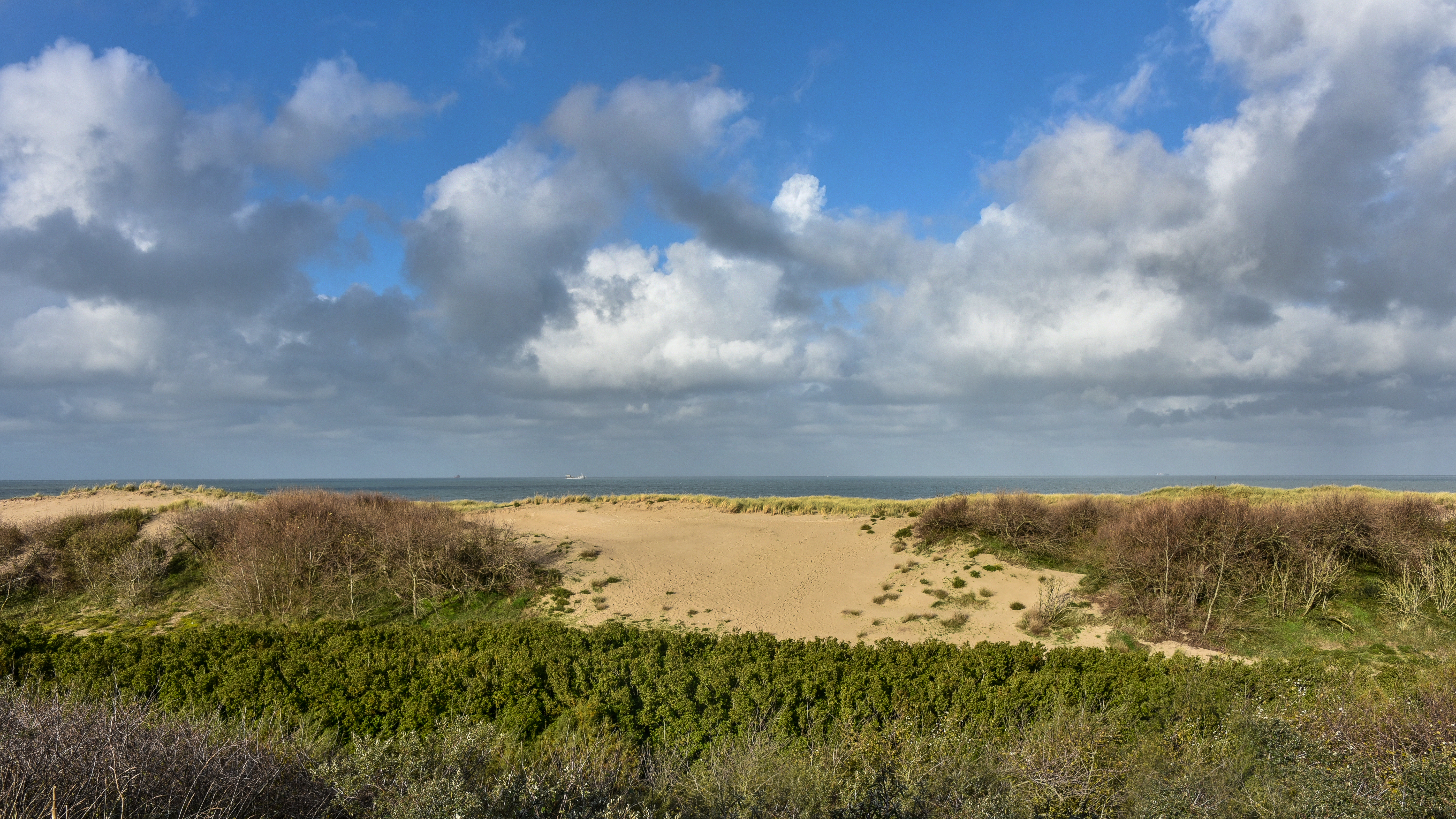
De ononderbroken duinenrij
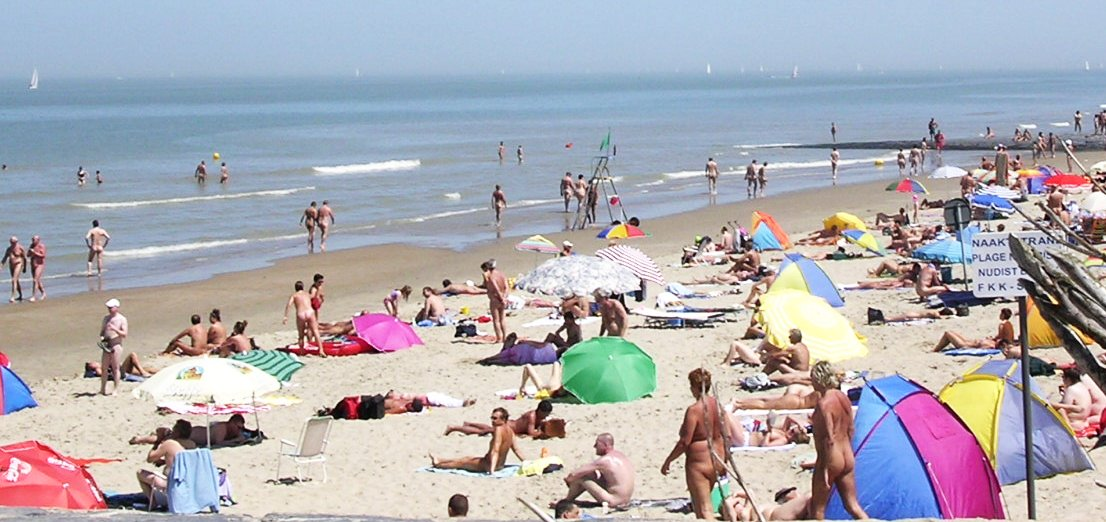
Het naaktstrand
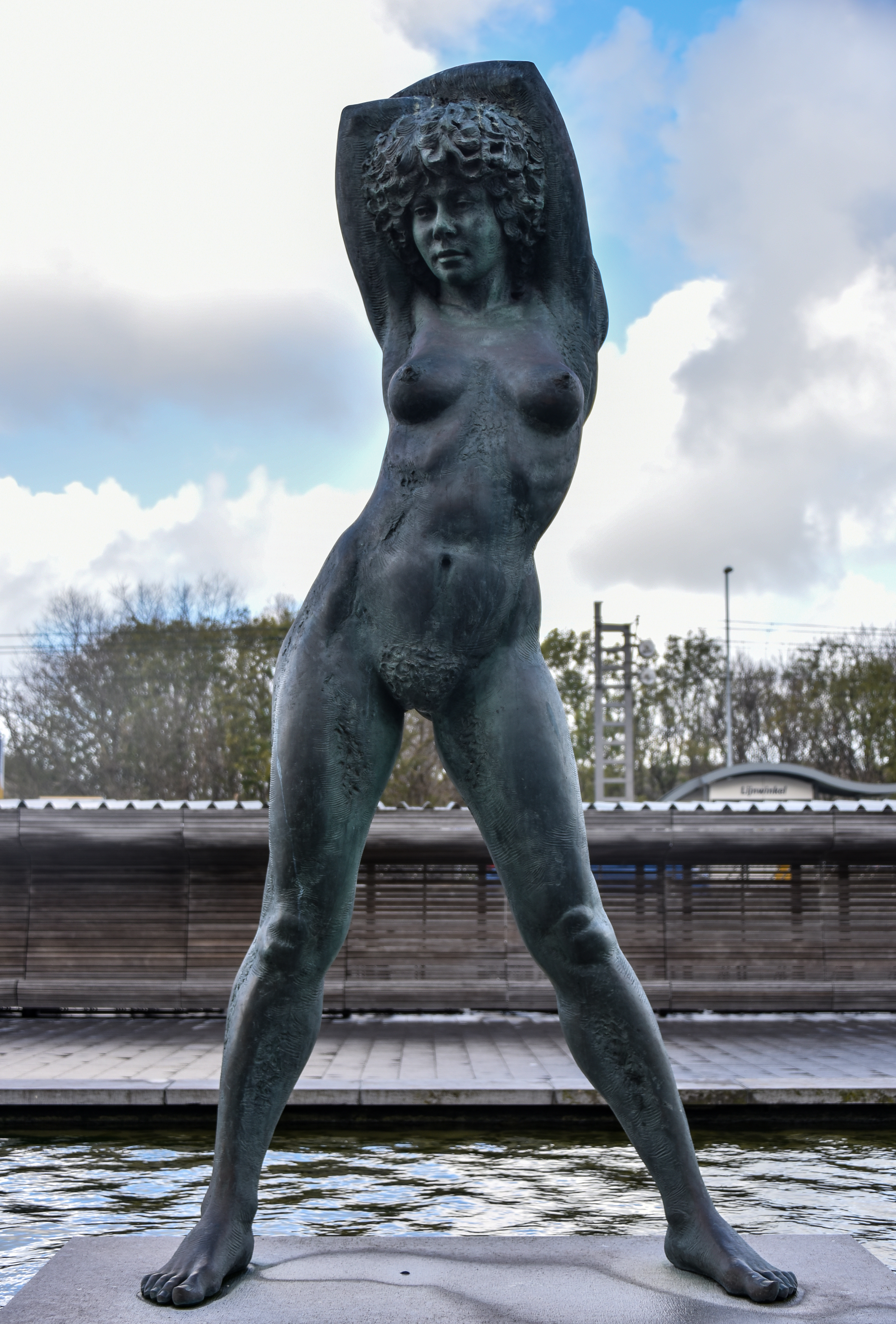
Blote Betsy
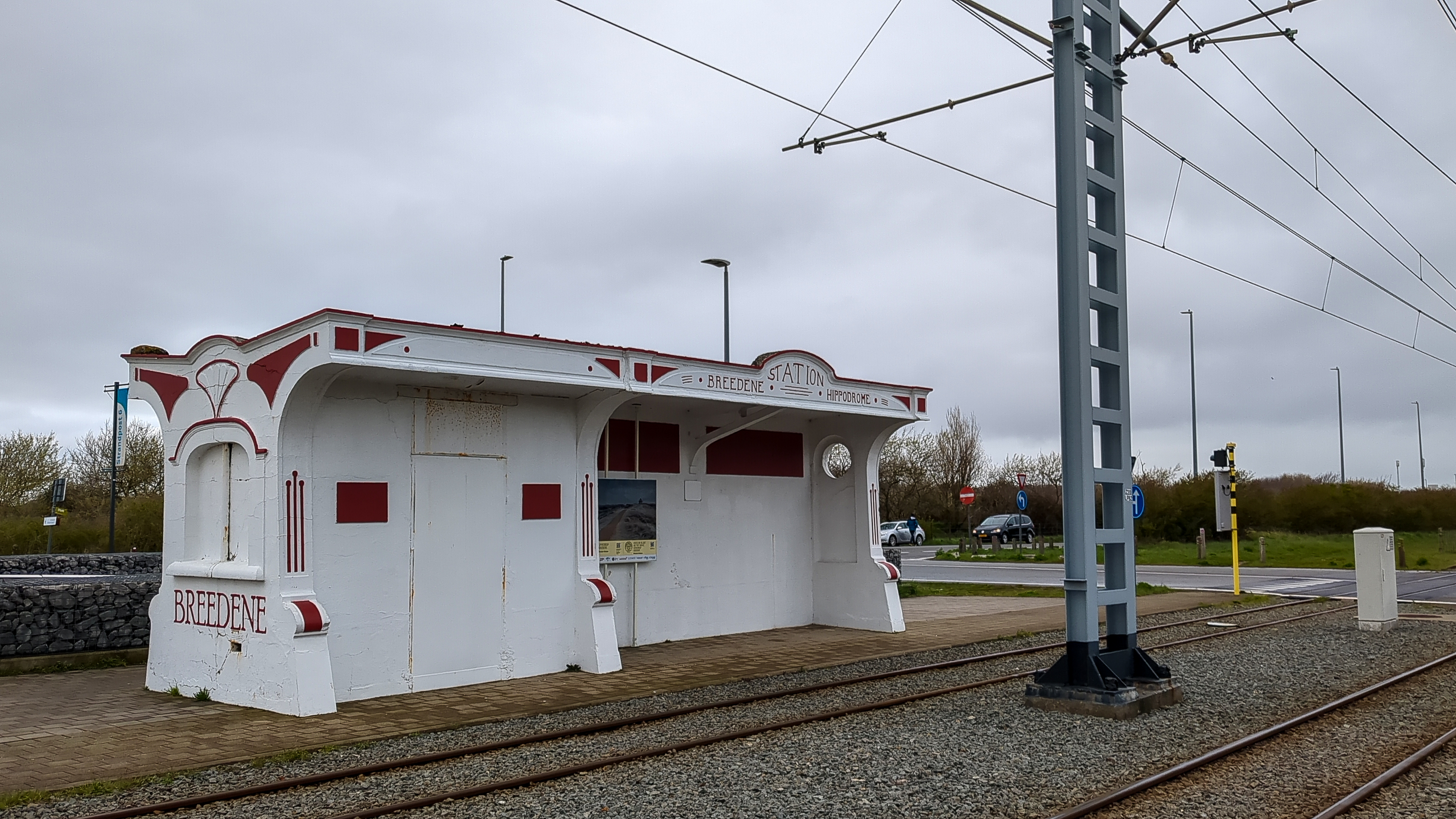
Wachthuisje in art deco
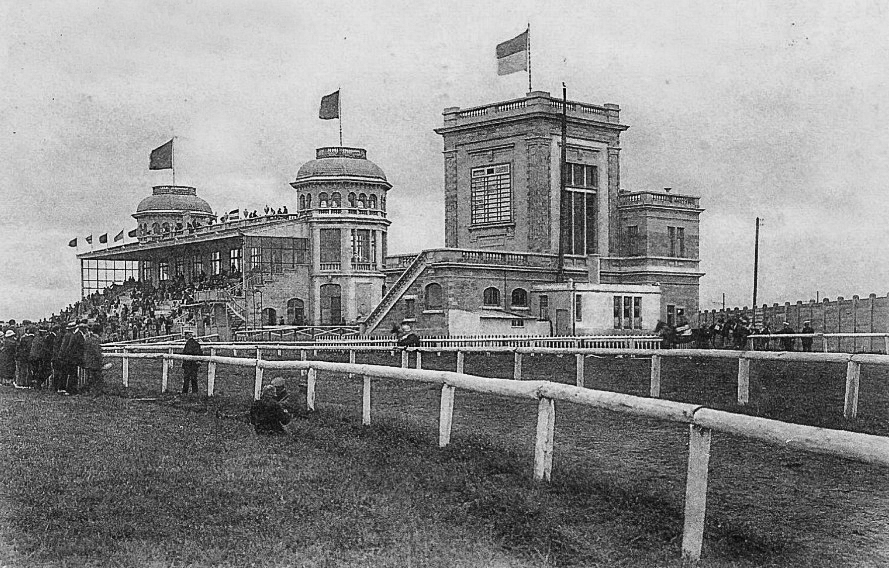
De hippodroom tijdens het interbellum
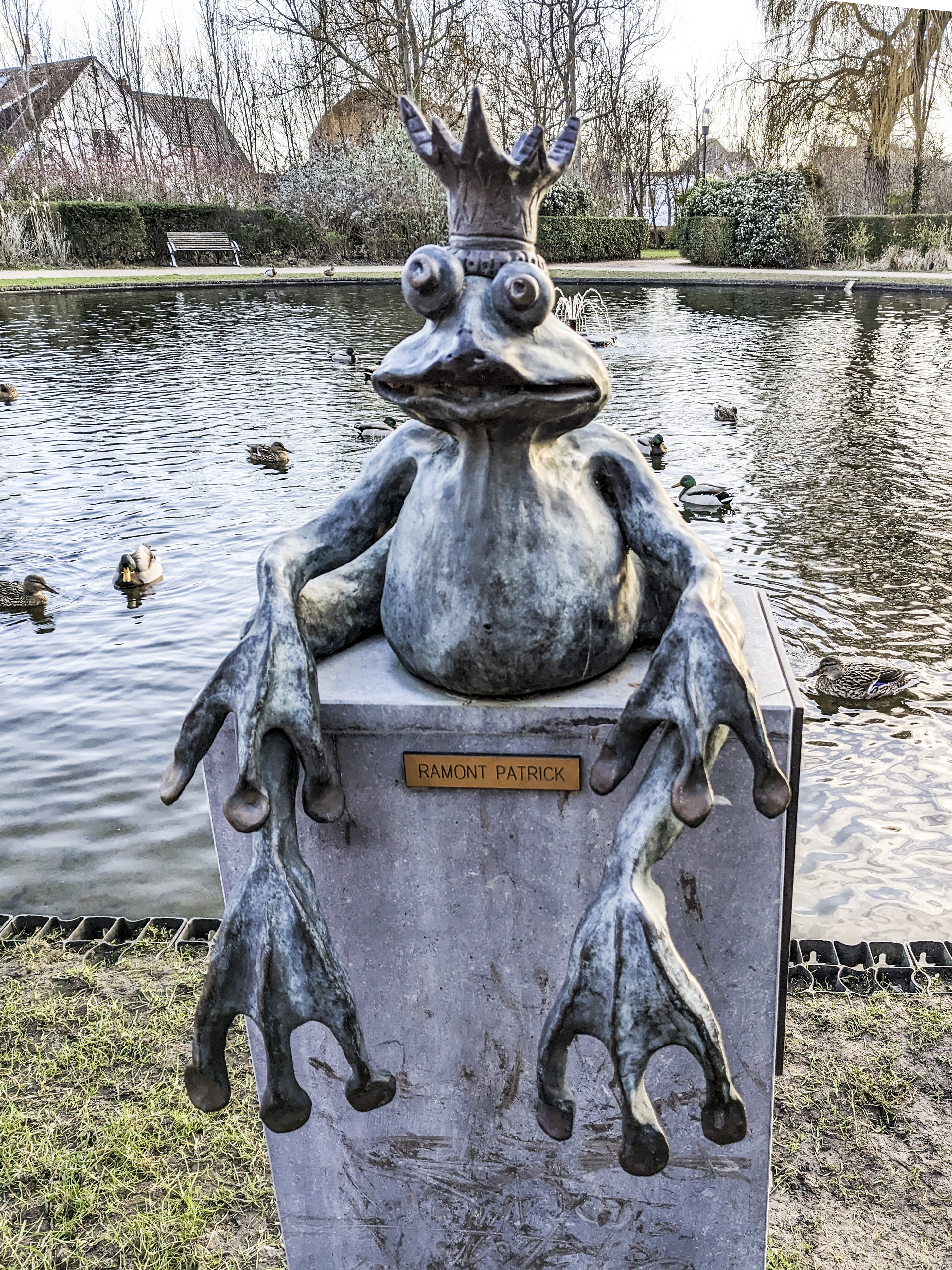
King Frog door Patrick Ramont in het Ramakerspark, intussen verdwenen